# Ташкічу
Ташкічу́ (рос. Ташкичу, башк. Ташкисеү) — присілок у складі Альшеєвського району Башкортостану, Росія. Входить до складу Шафрановської сільської ради.
Населення — 92 особи (2010; 142 в 2002).
Національний склад:
- башкири — 69 %